# Tirosinasa
La tirosinasa és una oxidasa i és un enzim controlador de la producció de la melanina. Està implicada en dues reaccions diferents de la síntesi de la melanina; la primera és la hidroxilació d'un monofenol i la segona la conversió d'un o-difenol a la o-quinona corresponent. L'o-quinona experimenta diverses reaccions per formar finalment melanina. La tirosinasa és un enzim que conté coure i és present en tots els teixits d'animals i de plantes que catalitzen la producció de melanina i altres pigments per oxidació, com per exemple passa en l'ennegriment de les patates tallades exposades a l'aire. Es troba dins els melanosomes. En humans, l'enzim tirosinasa es codifica pel gen TYR.

## Significació clínica
una mutació en el gen tirosinasa dona com a resultat porta a l'albinisme oculocutani del tipus I.
Diversos polifenols, incloent flavonoides, se sap que inhibeixen la tirosinasa. Per tant, les indústries mèdiques i cosmètiques se centren en la recerca dles inhibidors de la tirosinasa per tractar les malalties de la pell